# Irena Majcen (političarka)
Irena Majcen, slovenska političarka, * 2. marec 1958, Novo mesto.
Irena Majcen je slovenska političarka. Diplomirala je kot inženirka kmetijska-živinorejske smeri. Nekaj let je delovala v zadružništvu, nato pa se zaposlila na Občini Slovenska Bistrica in kasneje na tamkajšnji upravni enoti. Pet let je bila županja Občine Slovenska Bistrica. V času vlade Mira Cerarja je bila v kvoti Demokratične stranke upokojencev Slovenije Ministrica za okolje in prostor Republike Slovenije.

## Mladost in izobraževanje
Rodila se je 2. marca 1958 v Novem mestu v družini Cirila in Viljemine Majcen. V Celju je obiskovala osnovno šolo na Hudinji, v Celju nato obiskovala tudi gimnazijo. Od leta 1976 je obiskovala Biotehnično fakulteto smer zootehnika in opravila diplomo v zaključku leta 1980. Je univerzitetno diplomirana inženirka kmetijstva-živinorejske smeri.

## Poklicna kariera
Prva njena zaposlitev je bila na Kmetijski zadrugi v Slovenski Bistrici kot pospeševalka, nekaj let je delovala kot vodja TOZD. Za članico Izvršnega sveta Občine Slovenska Bistrica in vodjo oddelka za kmetijstvo je bila imenovana v letih 1991–1995. V letu 1995 je prevzela delo Vodje oddelka za kmetijstvo, gozdarstvo, prehrano in gospodarstvo na Upravni enoti Slovenska Bistrica. 
V letu 2005 je bila na nadomestnih volitvah izvoljena za županjo Občine Slovenska Bistrica, ki je takrat štela 35.000 prebivalcev. Na rednih volitvah je ponovila mandat. Po končanem mandatu je 2010 leta prevzela delo Vodja oddelka za okolje in prostor na UE Slovenska Bistrica. Leta 2014 je bila imenovana v Vlado RS za ministrico za okolje in prostor.
Kmetijstvo je njena osnovna izobrazba in dolga je pot, kjer se je s kmetijstvom vseskozi srečevala. Tako je v letih 1991–1995 izvajala denacionalizacijo, se srečevala z vzdrževanjem melioracijskih sistemov, bila predsednica KZ Slovenska Bistrica in podpredsednica Zadružne zveze. Na UE je v svojem mandatu zaključila vse nerešene komasacije in izvedla tudi novo, po zaključeni denacionalizaciji. Ob poklicni poti je bila vključena tudi v družbeno življenje v občini, članica občinskega sveta, predsednica KS Alfonz Šarh in drugo.
V času 12. vlade Republike Slovenije je bila ministrica za okolje in prostor Republike Slovenije. 10. marca 2021 je skupaj s Karlom Erjavcem odstopila z mesta podpredsednice DeSUSa. Kot v. d. predsednika ju je nadomestil Anton Balažek.

## Zasebno
Irena Majcen živi v občini Slovenska Bistrica. Živi s partnerjem Tomislavom Goričanom, s katerim ima sina in hčer.